# Los Aurones
Los Aurones es una serie de televisión española destinada al público infantil y juvenil basada en el uso de títeres. 
Fue ideada por Josep Viciana y producida por Antoni D'Ocon y dirigida por ambos entre 1984 y 1986. Se emitió entre 1987 y 1988 en la la primera cadena  de TVE. Desde entonces se ha reemitido en televisiones autonómicas y locales de España y otras televisiones del mundo.

## Sinopsis
La acción sucede en un lugar ficticio. La tecnología empleada (herramientas manuales, lanzas, espadas, agricultura por tracción animal) equivaldría a la época medieval. Los habitantes del pueblo de Aurón son los personajes principales, unos seres pacíficos dedicados principalmente a la agricultura. No valoran el oro como material precioso, sino como materia prima para la confección de herramientas para el campo y la cocina, ya que según ellos, decían que el hierro se oxidaba más rápidamente. Sin embargo, el rey Grog ansía el abundante oro del que disponen los Aurones para poder financiar campañas militares y de conquista, por lo que intentará en numerosas ocasiones hacerse con él en vano. Cada vez que termina una batalla contra los súbditos del rey Grog, el pueblo aurón celebra una fiesta.

## Personajes
Tejo: Es un Aurón capaz de lanzar rayos que convierten a sus enemigos en hortalizas. Adquiere este poder en el segundo capítulo gracias a la ingestión de las perlas mágicas. 
Yuca: Hermano de Tejo.  
Iris: Última descendiente de un pueblo perdido, fue congelada por un malvado guardián que la custodia. Gracias a una daga, Yuca refleja la luz del sol sobre el bloque de hielo y la libera. Tiene el poder de volar.
Poti Poti: Es un ser extraño, parecido a un dragón de tamaño humano, que nació de un huevo en el primer capítulo. Siempre está hambriento y repite "ñam ñam Poti Poti". Su plato favorito son ciertas bayas del bosque (grufas). Para luchar suele dar cabezazos a sus oponentes.
Rey Grog: El principal villano de la serie. Vive en una fortaleza, con una guarnición de soldados. Su ambición es aumentar su poder por lo que, al descubrir la riqueza de los Aurones, decide intentar conquistar al pueblo y quedarse con su oro.
Estroles: Principal secuaz del rey Grog, con el que discute los planes para apoderarse del oro Aurón. Es precavido e instigador, aunque los Aurones suelen conseguir engañarlo. Es más hábil que Gallofa, pero como siempre trabaja junto a éste, acaba siendo desestabilizado y jamás consigue cumplir sus objetivos. 
Gallofa: Es uno de los soldados del rey Grog. Es tremendamente torpe, y por su culpa se desmantelarán muchos de los planes de éste. Ausente de malicia, suele desviarse de sus planes para pasárselo bien. Es el principal ayudante de Estroles en las misiones de exploración o espionaje.
Rom: científico inventor al que recurre a veces el Rey Grog en busca de algún invento que le ayude a robarle el oro a los Aurones. Vive en una cabaña en el bosque, con todos sus inventos. Ha perdido numerosas partes de su cuerpo (un ojo, una mano, un pie) por lo que lleva una gran cantidad de prótesis, las cuales suelen desprenderse al recibir un golpe. 
 Gran Druixot: Jefe del poblado Aurón, es la máxima autoridad de la aldea y toma las decisiones más relevantes en cuanto a su dirección y actividades. Asimismo, también actúa como juez en los altercados.
 Maestro Jonc: Persona más sabia del pueblo Aurón, es el encargado de la educación de los niños, a los que enseña principalmente a sobrevivir en la naturaleza, a saber comprenderla y a escucharla. También ejerce de consejero de Gran Druixot principalmente en las épocas de crisis por ataques del Rey Grog. 
Chiprel: Brujo alquimista al que recurre a veces el Rey Grog. Es experto en venenos y pócimas, que usará contra el pueblo Aurón. 
Pedro: Es un aurón agricultor muy amigo de Yuca y de Tejo. Trabaja y cultiva su propio huerto.

## Listado de Episodios
1. El habitante del huevo (14 de noviembre de 1987)
2. Las perlas mágicas (21 de noviembre de 1987)
3. Iris, la princesa del Lago de Hielo (28 de noviembre de 1987)
4. Orzek, Señor de los Pantanos (5 de diciembre de 1987)
5. El guardián del bosque triste (12 de diciembre de 1987)
6. El brujo Chiprel (19 de diciembre de 1987)
7. El Desierto de Zeth (26 de diciembre de 1987)
8. El hijo de Randal (2 de enero de 1988)
9. La máquina de granizo (9 de enero de 1988)
10. La Tierra de los Tu-Tuts (16 de enero de 1988)
11. La Fiesta del Conejo (23 de enero de 1988)
12. Las ciénagas de Crom (30 de enero de 1988)
13. El Bosque Musical (6 de febrero de 1988)
14. La Torre de Mat-Mor (13 de febrero de 1988)
15. El laberinto de los horrores (20 de febrero de 1988)
16. El navío de los espectros (27 de febrero de 1988)
17. El antídoto de Brich (5 de marzo de 1988)
18. Viaje al país de los Krunis (12 de marzo de 1988)
19. La cueva de las flores (19 de marzo de 1988)
20. Brug, el comesetas (26 de marzo de 1988)
21. La Fiesta de La Luna (2 de abril de 1988)
22. Ruadán, el cazador de guerreros (9 de abril de 1988)
23. El regreso de Miedo (16 de abril de 1988)
24. La bolsa mágica (23 de abril de 1988)
25. Los Iquels (30 de abril de 1988)
26. La Fiesta de Poti-Poti (7 de mayo de 1988)

## Voces
El elenco estaba compuesto por Daniel García, Gonzalo Abril, Nuria Cugat, Felipe Peña, Jordi Estadella, Rafael Luis Calvo, entre otros.

## La Tribu de los Aurones
Esta serie tuvo su propia película titulada La Tribu de los Aurones, estrenada en los cines españoles el 17 de junio de 1988.